# Moses Levy
Moses Levy ( en árabe: موزس ليفي‎) , nacido el 3 de febrero de 1885 en Túnez y fallecido el 2 de abril de 1968 en Viareggio, fue un pintor y grabador italo - británico de origen tunecino. Fue uno de los pioneros del género en Túnez y uno de los precursores de la Escuela de Túnez (del francés: École de Tunis).

## Datos biográficos
Juventud
Hijo de un padre británico originario de Gibraltar, consejero del bey de Túnez, y de una madre italo-tunecina, Moses Levy tuvo dos hermanos y una hermana. Se crio en un ambiente en que se conjugaron las culturas occidental, árabe y judía

"...nació en una época en la que el encuentro de varias culturas propició la eclosión de una vida artística , así como la adopción y difusión de la pintura, modo de expresión difícil de practicar en una sociedad tradicional enfrentada a la modernidad."·

Al cumplir los diez años, se trasladó con su familia a Italia, más exactamente a Florencia, y posteriormente a Rigoli en las proximidades de Pisa. En 1908, tras la muerte repentina de su padre en Rigoli, Levy y su madre regresaron a Túnez .
Carrera artística
Moisés Levy recibió desde muy temprana edad una formación artística. En 1900 , cuando tenía quince años, asistió al Instituto de Arte de Lucca . Tres años más tarde, se formó en la Academia de Bellas Artes de Florencia en la que estudió con maestros como Lorenzo Fattori. Durante este período se hizo amigo de Lorenzo Viani, Virgilio Carlini y Antonio Antony de Witt.
En 1905 , siguió en Florencia la escuela del desnudo , una técnica que luego perfeccionó tomando cursos en París . Admitido en 1907 en la séptima Bienal de Venecia con siete aguafuertes , recibió un premio por un trabajo titulado La Raccolta delle olive. En 1911 , expuso en la Cámara de Comercio de Túnez, y luego a Roma en 1913 , durante una exposición internacional de arte , con seis aguafuertes.
Durante este mismo período, fundó con sus amigos Pierre Boucherle , Jules Lellouche , Yahia Turki , Ammar Farhat y Abdelaziz Gorgi, la Escuela de Túnez , que se convirtió rápidamente en un referente de la pintura del Norte de África . Su estudio en la calle de Provence, la actual calle del 18 de enero de 1952 en Túnez (36°47′41″N 10°11′2″E / 36.79472, 10.18389) , se convirtió en un lugar privilegiado de encuentro para los miembros de la Escuela, y sus frecuentes viajes entre las dos orillas del Mediterráneo fueron su inspiración para aprehender impresiones y colores.
En 1914 expuso por segunda vez en la exposición della Seccione en Roma, invitado, ganó el primer premio por el grabado Contadino Toscano. Estos grabados alcanzaron pronto notoriedad, por lo que comenzó a practicar la xilografía y el monotipo .
Residencias múltiples
La Toscana y Túnez son los principales polos geográficos de su vida aunque viajó mucho: Marruecos , Argelia , Andalucía , donde permaneció con su familia durante casi dos años, Portugal , Francia, incluyendo París, donde tuvo un estudio en la rue des Plantes, y Niza , donde tenía previsto instalarse en 1939 pero que dejó de repente por Túnez, Suecia , donde expuso en Estocolmo en 1947 .
Desde 1962 , vivió en Viareggio, ciudad natal de su esposa Anna Malfatti con quien se había casado en 1920 y con quien tuvo tres hijos. Murió el 2 de abril de 1968 y fue sepultado en el cementerio judío de Pisa.

## Trabajo
Moisés Levy jugó en su obra con mucho color , sobre todo el azul del cielo y el mar; de las viviendas los colores cálidos de los muros que protegen interiores frescos; las coloridas vestimentas de los sujetos africanos; las playas, incluidas las de Viareggio; siluetas elegantes de mujeres o niños. Esta pintura "ruidosa y olorosa" también se encuentra en los lienzos de ferias y mercados.
Levy supo fijar el movimiento sin congelarlo; sugerir los olores; sin entrometerse, retratar la intimidad de una población heterogénea, la belleza y la dignidad de la mujer. Dio prioridad al movimiento frente a la naturaleza muerta, poco común en su producción:

"Moses Levy ha tomado este patrimonio milenario del estrato italiano del dandismo lírico, asumiendo así la elegancia melancólica  rara y la dimensión misteriosa [...] Escrutando el mundo, gran dibujante y grabador excelente, él supo unir sobre su paleta, sin hermosura y hasta con cierta amargura rigurosos tonos  roto que sólo le pertenecieron a él."·

Exposiciones
En 1975 , el crítico de arte italiano Carlo Ludovico Ragghianti le dedicó una extensa biografía. Muchas exposiciones le han rendido homenaje; entre ellas la del Palazzo Paolina de Viareggio en 1980, donde se mostraron 180 de sus obras; y la gran retrospectiva organizada por la ciudad de Seravezza, en 2002 .
En 1999 , la Galería de los Uffizi en Florencia presentó 75 de sus obras durante cuatro meses con un catálogo publicado por Leo S. Olschki . 
Principales obras
A continuación los títulos de algunas de sus obras:
| - Novia árabe - Fiancée arabe - Dama con sombrilla y perro - Dame à l'ombrelle et au chien - La Marsa - Hara - Playa de Viareggio - Plage de Viareggio - Tormenta - Mareggiata - La hermosa judía - La belle juive | - Bailarina de la danza del vientre - Danseuses orientales - Hafsia - Barrio árabe - Quartier arabe - El matrimonio árabe - Mariage arabe - Calle de Fez - Rue de Fez - Las casas blancas de Túnez - Maisons blanches de Tunisie |